# توماس کوهن
توماس ساموئل کوهْن یا توماس ساموئل کوْوْن (به انگلیسی: Thomas Samuel Kuhn) (زادهٔ ۱۸ ژوئیه ۱۹۲۲ – درگذشتهٔ ۱۷ ژوئن ۱۹۹۶) فیلسوف و فیزیک‌دان آمریکایی بود. او بیشتر به تاریخ علم، فلسفهٔ علم و جامعه‌شناسی علم می‌پرداخت. شناخته‌شده‌ترین کتاب او ساختار انقلاب‌های علمی است که در آن به ارائه معیارهایی برای تشخیص انقلاب علمی می‌پردازد.

## زندگی و آثار
توماس کوهْن در هجدهم ژوئیه ۱۹۲۲ در ایالت اوهایوی آمریکا به دنیا آمد. زندگی دانشگاهی‌اش را در فیزیک آغاز کرد. سپس به مطالعه در تاریخ علم پرداخت و رفته‌رفته به فلسفهٔ علم روی آورد گرچه در این میان علاقه‌اش را به تاریخ فیزیک حفظ کرد. در ۱۹۴۳ از هاروارد فارغ‌التحصیل شد. در ۱۹۴۶ در رشته فیزیک فوق لیسانس و در ۱۹۴۹ دکترا گرفت. کوهن از آن سال تا ۱۹۵۶ برای دانشجویان لیسانس علوم انسانی به تدریس علوم پایه اشتغال داشت. در اوایل این دوره کار کوهن معطوف به نظریهٔ ماده و تاریخ اولیه ترمودینامیک در قرن هجدهم بود. او سپس به تاریخ نجوم روی آورد و در ۱۹۵۷ نخستین کتابش را با عنوان انقلاب کوپرنیکی منتشر ساخت. کوهن در ۱۹۵۶ وارد دانشگاه کالیفرنیا در برکلی شد و به تدریس در تاریخ علم پرداخت، البته در گروه فلسفه آن دانشگاه.
کوهن در ۱۹۶۱ به بالاترین مرتبه استادی رسمی در آمریکا رسید. در ۱۹۶۲ کتاب ساختار انقلاب‌های علمی را در مجموعهٔ «دائرةالمعارف بین‌المللی علوم» که سرپرستی آن را اوتونویرات و رودلف کارناپ بر عهده داشتند منتشر کرد. مفهوم محوری این کتاب پرتأثیر و بحث‌انگیز آن است که بسط و گسترش علم - در دوره‌های متعارف علم - متأثر از یا مبتنی بر آن چیزی است که کوهن از آن به انگاره (Paradigm) تعبیر می‌کند.
مجموعه‌ای از مقالات کوهن در فلسفه و تاریخ علم در سال ۱۹۷۷ با عنوان The Essential Tension منتشرشد. سال بعد دومین تک‌نگاری تاریخی او تحت عنوان نظریهٔ جسم سیاه و گسست کوانتومی به چاپ رسید. در ۱۹۸۳ به سمت استادی در MIT (مؤسسه تکنولوژی ماساچوست) منصوب شد. کوهن در سراسر دهه‌های ۱۹۸۰ و ۱۹۹۰ راجع به مباحث گوناگونی در تاریخ و فلسفه علم کار کرد. از جمله به بسط و شرح مفهوم قیاس‌ناپذیری پرداخت. او در اواخر عمر روی دومین تک‌نگاری فلسفی‌اش کار می‌کرد که مربوط می‌شد به نگرشی انقلابی راجع به دگرگونی‌ها و تحولات علمی. کوهن در هفدهم ژوئن ۱۹۹۶ در اثر بیماری سرطان درگذشت.

## اندیشه

### سیر و دگرگونی علم
برطبق نظر کوهن سیر دگرگونی و پیشرفت یک علم به صورت یکسان و یک شکل نیست، بلکه دوره‌های هنجارین یا متعارف و انقلابی (یا فوق‌العاده) را از سر می‌گذراند. دوره‌های انقلابی صرفاً دوره‌های پیشرفت سریع و شتابان نیستند بلکه به صورت کیفی با علوم هنجارین و متعارف یا عادی - دست‌کم در سطح - فرق دارند. کوهن علم هنجارین را با اصطلاح حل مسئله و معما (puzzle - solving) توصیف می‌کند.
این اصطلاح به این معناست که علم هنجارین و عادی هدف اصلی‌اش انتقال این اندیشه است که حل‌کنندهٔ معما یا مسئله - مانند کسی که شطرنج بازی می‌کند یا مشغول حل جدول کلمات متقاطع است - انتظار دارد که به شکل معقول و دست‌یافتنی معما را حل کند و اینکه انجام این کار عمدتاً به توانایی خودش بستگی دارد و دیگر اینکه خود معما و روش‌های حل آن تا حد زیادی آشنا و معلوم هستند. یک حل‌کنندهٔ معما به حوزه‌ای کاملاً ناشناخته پا نمی‌گذارد. چون معماها و راه حل‌های آن ها آشنا و مأنوس و نسبتاً سرراست هستند، می‌توان انتظار داشت که علم هنجارین و متعارف، ذخیره‌ای رو به رشد از حل معماها را گردهم آورد. اما علم انقلابی و خلاف هنجار برطبق نظر کوهن خصلت گردآوری، ذخیره‌سازی و افزودن ندارد.
به عقیدهٔ او انقلاب‌های علمی مستلزم تجدیدنظر در باورها و فعالیت‌های علمی موجود است. به دید او چنین نیست که همهٔ دستاوردهای علم هنجارین در یک انقلاب علمی حفظ شود. در واقع دورهٔ علم بعدی ممکن است تبیینی برای پدیده‌ای که در دورهٔ پیشین عقیده بر آن بود که با موفقیت تبیین شده‌است، نداشته باشد. این وجه از انقلاب‌های علمی به (Kuhn- loss) معروف است که بیانگر نوعی فقدان و به اصطلاح کسری است اما اگر - چنان‌که در دیدگاه متعارف چنین تصوری هست - انقلاب‌های علمی مانند علم هنجارین و عادی هستند اما بهتر، پس علم انقلابی همواره امری مثبت و مطلوب محسوب خواهدشد که باید به آن خوشامد گفت و ترویجش کرد. در دیدگاه پوپر نیز مسئلهٔ انقلاب علمی مطرح است اما نه به این دلیل که انقلاب‌های علمی بر دانش مثبت و ایجابی می‌افزایند و حقایق نظریه‌های پیشین را گسترش می‌دهند، بلکه به این دلیل که بر دانش منفی یا سلبی که نشان‌دهندهٔ نادرستی نظریه‌های رقیب‌اند می‌افزایند.
کوهن هم دیدگاه سنتی و هم دیدگاه پوپری در زمینهٔ انقلاب‌های علمی را رد می‌کند و این نظر را پیش می‌نهد که علم هنجارین و متعارف می‌تواند کامیاب باشد و پیشرفت کند. اما فقط در صورتی که در میان یک جمع علمی (یعنی مجموعه دانشمندان و فعالان عرصه یک علم) در مورد ارزش‌ها، ابزارها، تکنیک‌ها و باورهای نظری و حتی دیدگاه‌های متافیزیکی‌شان اجماع و اتفاق نظر وجود داشته باشد. این اجماع و اتفاق نظر یا زمینه مشترک را (که پیچیدگی‌های خاص خودش را دارد) کوهن با اصطلاح disciplinary matrix معرفی می‌کند. matrix معانی مختلفی دارد از جمله چارچوب، بافت، زمینه، قالب و خاستگاه. در ریاضیات matrix به معنای جدول ارقام و اعداد است. همه این معانی و معادل‌ها به نوعی مقصود موردنظر کوهن را تا حدودی بیان می‌کنند. باری اصطلاح یادشده به معنای زمینه، بستر و چارچوب یک رشته علمی است که در جمع دانشمندان و فعالان یک علم در مورد آنها کم و بیش اتفاق نظر وجود دارد.
به عقیده کوهن انقلاب های علمی نیازمند تجدید نظر در باور ها و فعالیت های علمی موجود است.
کوهن معتقد است دوره هایی در تاریخ علم وجود دارد که پارادایم های علمی به طور جدی تغییر نمی کنند که او این دوره هارا دوره علم عادی میخواند.
دوره علم عادی به این معنی نیست که هیچ پژوهش علمی یا دست آورد علمی میسر نشده باشد این دیدگاه فقط به ثابت بودن پارادایم ها اشاره دارد.

### انگاره
انگاره یا پارادایم paradigm از واژهٔ یونانی paradeigma ریشه می‌گیرد که به معنای الگو، مدل، طرح و نظایر اینهاست و استفاده از آن را می‌توان در آثار افلاطون هم پی گرفت. دیدگاه کوهن دربارهٔ تحولات علمی، بدیلی در برابر دو دیدگاه سنتی و پوپری ارائه می‌دهد، که در یکی تأکید بر روال عادی و اثباتی متمرکز است و در دیگری بر روند ابطال. از آنجا که بنا بر نظر کوهن پایبندی به چارچوب و زمینه رشته‌ای یا انگاره‌ای، پیش شرط و بستر لازم برای علم هنجارین موفق است پایبندی به آن یک عنصر کلیدی در کاوش علمی است و در شکل‌گیری قالب ذهنی (mindset) یک دانشمند موفق نقش اساسی دارد. کوهن در تئوری خود تحولات دوران تاریخی را محور قرار داده است، برای همین می توان او را یک فیلسوف علم با دیدگاه تاریخی قلمداد کرد.
کشمکش میان تمایل به نوآوری و ابداع و محافظه‌کاری ضروری اکثر دانشمندان، موضوع یکی از نخستین مقالات کوهن در باب تئوری‌های علمی بود که «کشمکش اساسی» (۱۹۵۹) نام داشت و از همان آغاز، دیدگاه او را از دید قهرمان محورانه متداول درباره تحول علمی، از دیدگاه پوپر مبنی بر اینکه یک دانشمند پیوسته در تلاش است تا مهم‌ترین نظریه‌های خود را رد و ابطال کند، متمایز می‌ساخت. این مقاومت محافظه کارانه در برابر رد و ابطال نظریه‌های کلیدی و مهم، بدین معناست که انقلاب‌های علمی جز تحت شرایط بسیار حاد مورد جستجو قرار نمی‌گیرد. دیدگاه پوپر دلالت بر آن دارد که یک پدیدهٔ خلاف هنجار، برای رسیدن به رد و نقض یک تئوری کفایت می‌کند. نظر کوهن این است که در علم هنجارین و متعارف، دانشمندان پدیده‌های خلاف هنجار را منجر به ابطال تئوری‌ها محسوب نمی‌کنند. بلکه موارد خلاف هنجار نادیده گرفته می‌شود یا در صورت امکان، تبیینی از آن‌ها صورت می‌گیرد. تنها در صورت فزونی گرفتن و تراکم موارد خلاف هنجار نگران‌کننده است که برای چارچوب رشته‌ای یا پارادایم موجود مشکل ایجاد می‌شود و تردیدهای جدی به میان می‌آید. یک خلاف هنجار خاص این است که روند عملی علم هنجارین مورد تردید قرار گیرد. مثلاً یک مورد خلاف هنجار ممکن است نارسایی‌هایی را در برخی تجهیزات متداول آشکار کند و این کار را با ایجاد تردید در مورد نظریه زیرساختی و اساسی مربوط به آن انجام دهد. اگر بخش بیشتر علم هنجارین متکی بر این تجهیزات باشد، علم هنجارین این را دشوار می‌یابد که آن مورد خلاف هنجار را نادیده بگیرد و با اطمینان به کار خود ادامه دهد. در واقع علم هنجارین در چنین مواردی ناچار است که به آن امور خلاف هنجار، توجه کند. اگر در این راه، کامیاب نباشد و این موارد به صورت عمده و اساسی درآید، علم هنجارین به نقطه‌ای می‌رسد که کوهن آن را «بحران» می‌خواند.
جالب توجه‌ترین پاسخ به این بحران جستجو برای رسیدن به یک چارچوب رشته‌ای یا انگارهٔ بازنگری شده‌است. بازنگری و تجدیدنظری که امکان حذف دست‌کم بخش اعظم موارد خلاف هنجار و نیز حل بسیاری از مهم‌ترین معماهای حل ناشده را فراهم می‌سازد. چنین بازنگری‌ای، یک انقلاب علمی (scientific revolution) است. بر طبق نظر کوهن هیچ قاعده‌ای برای تصمیم‌گیری راجع به اهمیت یک معما و نیز برای سنجش معماها و راه حل‌هایشان با یکدیگر وجود ندارد. تصمیم‌گیری در مورد اتخاذ یک بازنگری و تجدیدنظر راجع به چارچوب رشته‌ای یا انگاره چیزی نیست که به صورت عقلی انجام شود. انتخاب یک انگاره نیز بنا بر دلایل و عوامل صرفاً عقلی انجام نمی‌شود. به عقیده کوهن عوامل غیرعلمی نیز بر ظهور یک انقلاب علمی اثر می‌گذارد. مثل وضعیت سیاسی و شرایط اجتماعی و جز اینها.

### مفهوم قیاس‌ناپذیری
نگرش تجربی متداول راجع به ارزیابی تئوری‌ها، داوری راجع به کیفیت معرفتی یک نظریه را مبتنی بر اعمال قواعدی خاص در مورد تئوری و شواهد مربوط به آن می‌داند، دیدگاه کوهن که در مقابل این دیدگاه قرار دارد آن است که ما کیفیت یک تئوری (و شواهد مربوط به آن) را با مقایسه آن با یک تئوری پارادایمی ارزیابی می‌کنیم؛ بنابراین معیارهای ارزیابی داوری، قواعد ثابت و پایدار و مستقل از تئوری نیستند. آنها مستقل از تئوری نیستند چون مستلزم مقایسه با یک تئوری و پارادایم مربوط به آن هستند. آنها پایدار هم نیستند چون پارادایم طی یک انقلاب علمی دچار تغییر و دگرگونی می‌شود. از باب مثال، در سده هفدهم شرح نیوتن از گرانش و جاذبه در نظر خیلی‌ها در قیاس با مثلاً تبیین بطلمیوس از حرکت سیارات بر حسب آسمان‌های هم‌کانون، یا با تبیین دکارت بر پایه حرکت گردابی (Vortices, vortex) شرحی ناتوان به حساب می‌آمد!
اما بعدها که تئوری نیوتن پذیرفته شد و پارادایم مربوط به آن قبول عام یافت، آنچه پیشتر نوعی کاستی به‌شمار می‌رفت با دیدی دیگر دیده می‌شد و دیگر کاستی به حساب نمی‌آمد. در نتیجه، مقایسه میان تئوری‌ها آنطور که دیدگاه تجربه‌گرای متداول گمان می‌کرد سر راست و سهل نبود زیرا معیارهای ارزیابی، خود دستخوش تغییر و دگرگونی بود. این نوع دشواری در مقایسهٔ میان تئوری‌ها نمونه‌ای از آن چیزی است که کوهن و فایرابند آن را «قیاس‌ناپذیری» (incommensurability) می‌نامند. بر طبق این نظر، تئوری‌ها با یکدیگر قیاس‌ناپذیرند چون مقیاس مشترکی میان آن‌ها وجود ندارد. اگر پارادایم‌ها، سنجه‌های حل معماها باشند پس حل معماها یا حل مسئله‌های بسط یافته در دوره‌های مختلف علم هنجارین بر پایهٔ پارادایم‌های مختلفی مورد مقایسه قرارمی‌گیرند و فاقد یک مقیاس مشترک خواهند بود. البته کوهن تصریح می‌کند مفهوم قیاس‌ناپذیری به این معنا نیست که تئوری‌ها از هیچ جهت با یکدیگر قابل مقایسه نیستند (non comparability). با این حال روشن است که نظر کوهن در مورد قیاس‌ناپذیری، مقایسه میان تئوری‌ها را از آنچه عموماً فرض می‌شود بسیار دشوارتر و حتی در پاره‌ای موارد غیرممکن می‌سازد. می‌توان سه نوع قیاس‌ناپذیری در نظرات کوهن دید:
۱- روش شناختی - یعنی اینکه هیچ مقیاس مشترکی وجود ندارد. چون روش‌های مقایسه و ارزیابی، تغییر می‌کند. ۲- ادراکی یا مشاهده‌ای - به این معنا که شواهد مبتنی بر مشاهده نمی‌تواند مبنای مشترکی برای مقایسه تئوری‌ها فراهم کند زیرا تجربه ادراکی، وابسته به تئوری است.
۳- سومین قیاس‌ناپذیری از نوع زبانی و معناشناختی (semantic) است: این واقعیت که زبان تئوری‌ها در دوره‌های مختلف علم با یکدیگر متفاوت است، مانعی بر سر راه مقایسه میان آن تئوری‌هاست.